# Hoa hậu Guinea Xích Đạo
Hoa hậu Guinea Xích Đạo là một cuộc thi sắc đẹp cấp quốc gia hàng năm ở Guinea Xích Đạo. Và người chiến thắng trong phiên bản hiện tại là Alba Isabel Obama đến từ Mbini.

## Lịch sử cuộc thi
Bắt đầu vào năm 2012, Hoa hậu Guinea Xích Đạo là cuộc thi hàng năm chịu trách nhiệm lựa chọn đại diện của Guinea Xích Đạo tham gia cuộc thi Hoa hậu Thế giới. Cuộc thi được tổ chức bởi Agencia Mouge. Trong năm gần đây, lần đầu tiên tổ chức này đã tiếp nhận giấy phép của Hoa hậu Hoàn vũ và Hoa hậu Quốc tế

## Các đại diện gửi thi cuộc thi sắc đẹp

### Hoa hậu Hoàn vũ Guinea Xích Đạo
- : Được tuyên bố là người chiến thắng
- : Kết thúc với tư cách á quân hoặc top 5/6 trình độ
- : Kết thúc với tư cách là một trong những người vào chung kết hoặc bán kết
- : Kết thúc với tư cách là người chiến thắng giải thưởng đặc biệt

| Năm  | Đại diện                                                               | Hoa hậu Guinea Xích Đạo                                                | Vị trí tại Hoa hậu Hoàn vũ                                             | Giải thưởng đặc biệt                                                   | Ghi chú                                                                |
| ---- | ---------------------------------------------------------------------- | ---------------------------------------------------------------------- | ---------------------------------------------------------------------- | ---------------------------------------------------------------------- | ---------------------------------------------------------------------- |
| 2022 | Mbini                                                                  | Alba Isabel Obama Moliko                                               | TBA                                                                    | TBA                                                                    | TBA                                                                    |
| 2021 | Ebibeyin                                                               | Chelsea Martina Mituy Avomo                                            | Không đạt thành tích                                                   |                                                                        |                                                                        |
| 2020 | Do ảnh hưởng của đại dịch COVID-19, không có đại diện nào vào năm 2020 | Do ảnh hưởng của đại dịch COVID-19, không có đại diện nào vào năm 2020 | Do ảnh hưởng của đại dịch COVID-19, không có đại diện nào vào năm 2020 | Do ảnh hưởng của đại dịch COVID-19, không có đại diện nào vào năm 2020 | Do ảnh hưởng của đại dịch COVID-19, không có đại diện nào vào năm 2020 |
| 2019 | Niefang                                                                | Serafina Nchama Eyene Ada                                              | Không đạt thành tích                                                   |                                                                        |                                                                        |

### Hoa hậu Thế giới Guinea Xích Đạo
- : Được tuyên bố là người chiến thắng
- : Kết thúc với tư cách á quân hoặc top 5/6 trình độ
- : Kết thúc với tư cách là một trong những người vào chung kết hoặc bán kết
- : Kết thúc với tư cách là người chiến thắng giải thưởng đặc biệt

| Năm  | Đại diện | Hoa hậu Guinea Xích Đạo | Vị trí tại Hoa hậu Hoàn vũ | Giải thưởng đặc biệt | Ghi chú |                                                                                |
| ---- | --- | --- | --- | --- | --- | ------------------------------------------------------------------------------ |
| 2023 | Ebibeyin | Vanila Andeme | TBA | TBA | TBA |                                                                                |
| 2022 | Hoa hậu Thế giới 2021 đã được lên lịch lại đến ngày 16 tháng 3 năm 2022 do COVID-19 pandemic bùng phát ở Puerto Rico, không có ấn bản nào bắt đầu vào năm 2022 | Hoa hậu Thế giới 2021 đã được lên lịch lại đến ngày 16 tháng 3 năm 2022 do COVID-19 pandemic bùng phát ở Puerto Rico, không có ấn bản nào bắt đầu vào năm 2022 | Hoa hậu Thế giới 2021 đã được lên lịch lại đến ngày 16 tháng 3 năm 2022 do COVID-19 pandemic bùng phát ở Puerto Rico, không có ấn bản nào bắt đầu vào năm 2022 | Hoa hậu Thế giới 2021 đã được lên lịch lại đến ngày 16 tháng 3 năm 2022 do COVID-19 pandemic bùng phát ở Puerto Rico, không có ấn bản nào bắt đầu vào năm 2022 | Hoa hậu Thế giới 2021 đã được lên lịch lại đến ngày 16 tháng 3 năm 2022 do COVID-19 pandemic bùng phát ở Puerto Rico, không có ấn bản nào bắt đầu vào năm 2022 |                                                                                |
| 2021 | Malabo | Gladys Adjaba | Không đạt thành tích | | |                                                                                |
| 2020 | Do ảnh hưởng của đại dịch COVID-19, không có cuộc thi hoa hậu nào vào năm 2020                                                                                 | Do ảnh hưởng của đại dịch COVID-19, không có cuộc thi hoa hậu nào vào năm 2020                                                                                 | Do ảnh hưởng của đại dịch COVID-19, không có cuộc thi hoa hậu nào vào năm 2020                                                                                 | Do ảnh hưởng của đại dịch COVID-19, không có cuộc thi hoa hậu nào vào năm 2020                                                                                 | Do ảnh hưởng của đại dịch COVID-19, không có cuộc thi hoa hậu nào vào năm 2020                                                                                 | Do ảnh hưởng của đại dịch COVID-19, không có cuộc thi hoa hậu nào vào năm 2020 |
| 2019 | Malabo | Djanet Ortiz Oyono | Unplaced | - Hoa hậu Thể thao Thế giới (Top 32) | |                                                                                |
| 2018 | Micomeseng | Silvia Adjomo Ndong | Không đạt thành tích | | |                                                                                |
| 2017 | Mongomo | Catalina Mangue Ondo Biye | Không đạt thành tích | | |                                                                                |
| 2016 | Micomeseng | Anunciación Onguene Esono | Không đạt thành tích | | |                                                                                |
| 2015 | Đã không cạnh tranh | Đã không cạnh tranh | Đã không cạnh tranh | Đã không cạnh tranh | Đã không cạnh tranh |                                                                                |
| 2014 | Luba | Agnes Genoveva Cheba Abé | Không đạt thành tích | | |                                                                                |
| 2013 | Micomeseng | Restituta Mifumu Nguema Okomo | Không đạt thành tích | | |                                                                                |
| 2012 | Luba | Jennifer Riveiro Ilende | Không đạt thành tích | | |                                                                                |

### Hoa hậu Quốc tế Guinea Xích Đạo
- : Được tuyên bố là người chiến thắng
- : Kết thúc với tư cách á quân hoặc top 5/6 trình độ
- : Kết thúc với tư cách là một trong những người vào chung kết hoặc bán kết
- : Kết thúc với tư cách là người chiến thắng giải thưởng đặc biệt

| Năm                                                                                        | Đại diện | Hoa hậu Guinea Xích Đạo | Vị trí tại Hoa hậu Quốc tế | Giải thưởng đặc biệt | Ghi chú |
| ------------------------------------------------------------------------------------------ | -------- | ----------------------- | -------------------------- | -------------------- | --- |
| 2023                                                                                       | Akonibe  | Maria Marta Asong       | TBA                        | TBA                  | TBA |
| 2022                                                                                       | Annobón  | Victoria Kalu Gerona    | Đã không cạnh tranh        | Đã không cạnh tranh  | Allocated — Do đại dịch COVID-19, Hoa hậu Quốc tế lần thứ 60 đã di chuyển ít nhất hai lần; đầu tiên vào năm 2021, và sau đó đến năm 2022 - Victoria đăng quang vào năm 2021 và được phân bổ cho Hoa hậu Quốc tế 2022 nhưng đến năm 2022, Victoria đã không đi thi Hoa hậu Quốc tế. |
| Do ảnh hưởng của đại dịch COVID-19, không có cuộc thi hoa hậu nào từ năm 2020 đến năm 2021 |          |                         |                            |                      | |
| 2019                                                                                       | Baney    | Arsenia Chanque Bosepe  | Không đạt thành tích       |                      | |

### Reina Hispanomaericana Guinea Xích Đạo
- : Được tuyên bố là người chiến thắng
- : Kết thúc với tư cách á quân hoặc top 5/6 trình độ
- : Kết thúc với tư cách là một trong những người vào chung kết hoặc bán kết
- : Kết thúc với tư cách là người chiến thắng giải thưởng đặc biệt

| Năm  | Đại diện | Hoa hậu Guinea Xích Đạo   | Vị trí tại Hoa hậu Quốc tế | Giải thưởng đặc biệt | Ghi chú |
| ---- | -------- | ------------------------- | -------------------------- | -------------------- | ------- |
| 2021 | Niefang  | Serafina Nchama Eyene Ada | Đã không cạnh tranh        | Đã không cạnh tranh  |         |